# Helen O'Connell (urolog)
Helen O'Connell, född 3 april 1962 i Melbourne, är en australisk urolog. Hon var den första kvinnan i Australien som slutförde en fullständig utbildning som urolog. Hennes arbeten runt kvinnliga könsorgan, som publicerades 1998, var ett pionjärarbete. Inte minst är hon internationellt känd för sin forskning omkring klitorisens anatomi.
Hon verkar som professor i urologi vid fakulteten för kirurgi på University of Melbourne. Sedan 2016 leder hon även urologiavdelningen vid "Western Health" på delstatsnivå i Victoria.

## Biografi
O'Connell tog 1994 examen vid University of Melbourne, som första kvinnan i Australien med komplett utbildning i urologisk kirurgi. Därefter praktiserade hon fram till 1995 hos neuro-urologen Edward J. McGuire i Houston, Texas. 1997 nådde hon en Master-examen med ett projektarbete omkring kvinnlig inkontinens.

### Klitorisforskning
1998 publicerade O'Connell forskningsresultat omkring den vidare anatomiska strukturen hos klitorisen. Detta kompletterades sju år senare med artikeln "Anatomy of the Clitoris" i Journal of Urology.

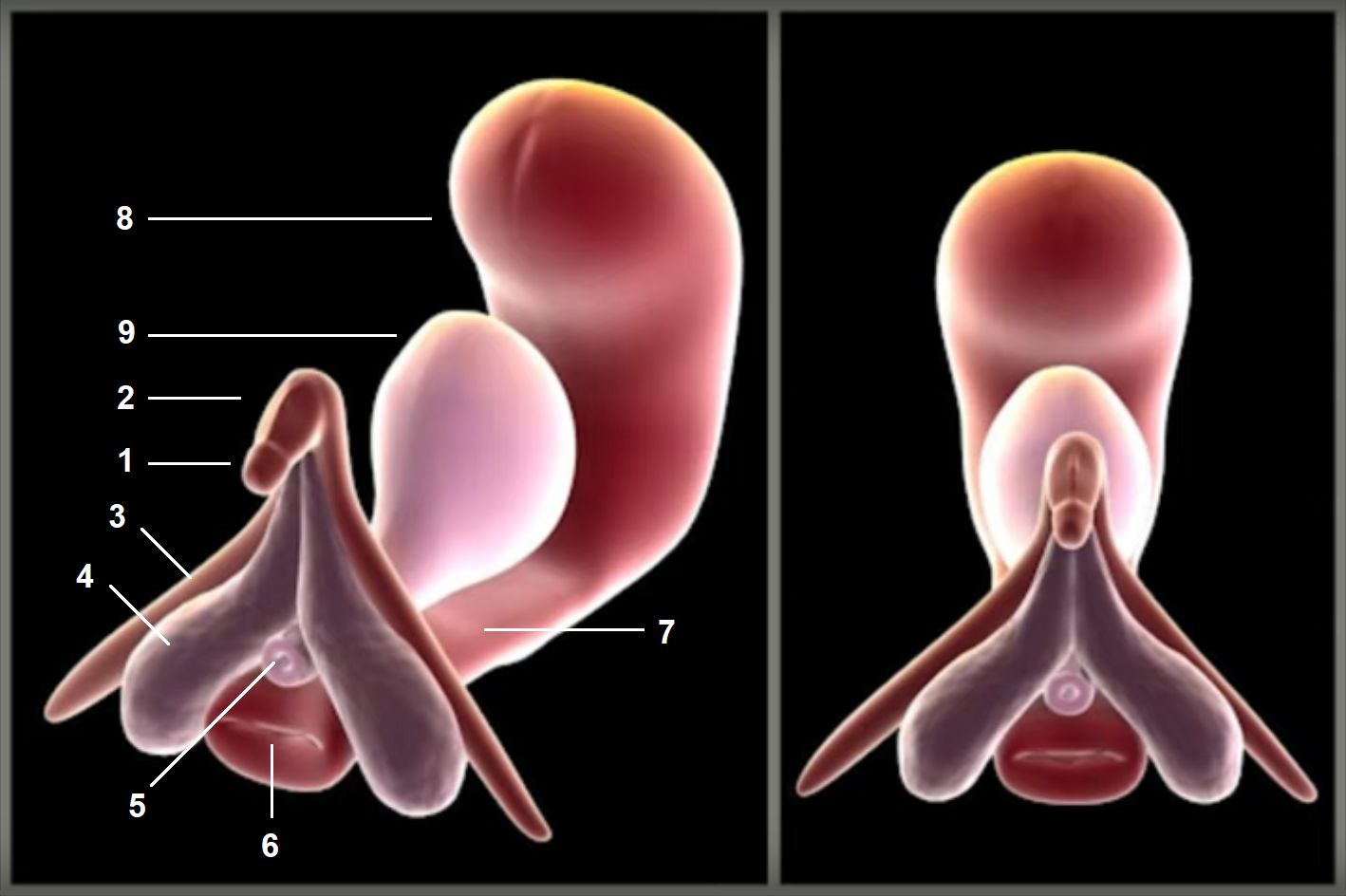
Tredimensionell bild av en erigerad klitoris med angränsande organ (urinblåsa och livmoder), skapad av Helen O'Connell.

O'Connells forskningsresultat har presenterats som tvärsnitt av klitorisens struktur genom användande av magnetisk resonanstomografi. Detta har kompletterat det obduktionsmaterial som visat att de erektila svällkropparna runt slidan verkligen är en del av klitoris. Forskningen visade även att det kvinnliga urinröret och slidan – oavsett att de inte innehåller svällkroppar – är två nära relaterade strukturer som bildar ett vävnadskluster ihop med klitorisen, med koppling till de kvinnliga sexuella funktionerna och den kvinnliga orgasmen. Bland annat rapporterade den vetenskapliga tidningen New Scientist omkring resultaten av undersökningen.
2010 producerade O'Connell en 3D-modell av en erigerad klitoris, med dess totalt 15 000 nervändar.
O'Connell har lett flera forskningsprojekt omkring de kvinnliga könsorganen. Detta har sammanlagt resulterat i fem vetenskapliga artiklar, inklusive hennes doktorsavhandling  "Review of the Anatomy of Clitoris", vilken hon försvarade 2005. Som en illustration till den historiskt låga kvinnliga närvaron inom den medicinska forskningen, har O'Connell nämnt att hon 1993 blev Australiens första utbildade kvinnliga urolog. O'Connells målsättning inom yrket var då att förbättra våra kunskaper om den kvinnliga bäckenanatomin – inklusive könsorganen och det urogenitala systemet i stort – genom insikter via kirurgin.
2003 var O'Connell vetenskaplig rådgåvare vid produktionen av dokumentärfilmen The Clitoris, the Great Unknown, där hon också blev intervjuad. Hon refererade bland annat till en anatomisk lärobok från 1980-talet, som användes under hennes läkarstudier. I den här boken, som gav henne motivation till att fokusera på det här forskningsfältet, fanns inte en vettig beskrivning av klitorisen. Här ägnades ett helt kapitel åt erektion, med detaljerad information om neuroanatomin och blodförsörjningen till penisen – utan ett enda omnämnande av klitorisen. Senare, när hon närvarade som praktikant under operationer, noterade hon att stor uppmärksamhet ägnades åt att bevara den sexuella funktionen under kirurgiska ingrepp på män, medan att motsvarande uppmärksamhet saknades vid liknande operationer på kvinnor. Hon nämnde att det saknades en handbok för nervsystemet och blodförsörjningen runt klitorisen.

### Senare karriär
2004 doktorerade hon i medicin – i ämnet kvinnlig bäckenanatomi – vid University of Melbourne, Royal Melbourne Hospital och Melbourne Private Hospital. Därefter var hon mellan 2005 och 2015 föreståndare för Royal Australian College of Surgeons (RACS), samtidigt som hon mellan 2005 och 2010 fungerade som ordförande för Australiens och Nya Zeelands neurologiska sällskap. Hon satt i styrelsen för College's Surgical Research Board mellan 2007 och 2009.
Hennes kliniska fokus och forskning har inriktats mot kirurgisk behandling av problem i de nedre urinvägarna, inklusive inkontinens och stopp i urinblåsans utgång.
2021 blev O'Connell mottagare av Order of Australia, för "framstående insatser inom medicinsk utbildning, och medicinen, samt urologin, som akademiker, kliniker och inom yrkeskåren."

## Publikationer
- Helen E. O'Connell, Edward J. McGuire, Sherif Aboseif, Akihiro Usui: "Transurethral collagen therapy in women". i: The Journal of Urology, 1995, sid 1463-1465.
- Laurence M. Harewood, Laurence K. Cleeve, Helen E. O'Connell, Alavn J. Pope, Michael G. Vaughan, Dinesh Agarwal: "Transurethral needle ablation of the prostate (TUNA): clinical results and ultrasound, endoscopic, and histologic findings in pilot study of patients in urinary retention". i: Journal of Endourology, 1995, sid 407-412.
- Edward J. McGuire, Helen E. O'Connell: "Surgical treatment of intrinsic urethral dysfunction. Slings". i: The Urologic Clinics of North America, 1995, sid 657-664.
- H. D. Flood, S. J. Malhotra, H. E. O'Connell, M. J. Ritchey, D. A. Bloom, E. J. McGuire: "Long‐term results and complications using augmentation cystoplasty in reconstructive urology". i: Neurourology and Urodynamics, 1995, sid 297-309.
- E. J. McGuire, R. D. Cespedes, Helen E. O'Connell: "Leak-point pressures". i: Urologic Clinics, 1996, sid 253-262.
- S. R. Aboseif, H. E. O'Connell, A. Usui, E.J. McGuire: "Collagen injection for intrinsic sphincteric deficiency in men". i: The Journal of Urology, 1996, sid 10-13.
- Edward J. McGuire, R. Duane Cespedes, Cindy A. Cross, Helen E. O'Connell: "Videourodynamic studies". i: Urologic Clinics, 1996, sid 309-321.
- Helen E. O'Connell, John M. Hutson, Colin R. Anderson, Robert J. Plenter: "Anatomical relationship between urethra and clitoris". i: The Journal of Urology, 1998, sid 1892-1897.
- J. L. Morgan, Helen E. O'Connell, E. J. McGuire: "Is intrinsic sphincter deficiency a complication of simple hysterectomy?" i: The Journal of Urology, 2000, sid 767-769.
- Megan A. Rees, Helen E. O'Connell, Robert J. Plenter, John M. Hutson: "The suspensory ligament of the clitoris: connective tissue supports of the erectile tissues of the female urogenital region". i: Clinical Anatomy: The Official Journal of the American Association of Clinical Anatomists and the British Association of Clinical Anatomists, 2000, sid 397-403,
- M. Sherburn, J. R. Guthrie, E. C. Dudley, Helen E. O'Connell, L. Dennerstein: "Is incontinence associated with menopause?" i: Obstetrics & Gynecologym, 2001, sid 628-633.
- Helen O'Connell, K. V. Sanjeevan, J. M. Hutson: "Anatomy of the Clitoris". i: The Journal of Urology, 2005, sid 1189-1195.
- Helen O'Conell, John Ol DeLancey: "Clitoral anatomy in nulliparous, healthy, premenopausal volunteers using unenhanced magnetic resonance imaging". i: The Journal of Urology, 2005, sid 2060-2063.
- Helen O'Connell, Kalavamparan V. Sanjeevan: "Anatomy of female genitalia". i: Goldstein, I., Meston, C., Davis, S. R, and Traish, A. Women's Sexual Function and Dysfunction. Study, Diagnosis and Treatment. London: Taylor & Francis, 2006, sid 105 ff.
- Helen O'Connell, Norm Eizenberg, Marzia Rahman, Joan Cleeve: "The anatomy of the distal vagina: towards unity".. i: The Journal of Sexual Medicine, 2008, sid 1883-1891.
- Damon P Eisen, Ian R Fraser, Linda M Sung, Moira Finlay, Scott Bowden, Helen O'Connell: "Decreased viral load and symptoms of polyomavirus-associated chronic interstitial cystitis after intravesical cidofovir treatment". i: Clinical Infectious Diseases, 2009, sid e86-e88.
- Vincent Tse, Jennifer King, Caroline Dowling, Sharon English, Katherine Gray, Richard Millard, Helen O'Connell, Samantha Pillay, Jeffrey Thavaseelan: "Conjoint Urological Society of Australia and New Zealand (USANZ) and Urogynaecological Society of Australasia (UGSA) Guidelines on the management of adult non‐neurogenic overactive bladder". i: BJU International, 2016, page 34-47.[17]